# العلاقات الإماراتية الجيبوتية
العلاقات الإماراتية الجيبوتية هي العلاقات الثنائية التي تجمع بين الإمارات العربية المتحدة وجيبوتي.

## مقارنة بين البلدين
هذه مقارنة عامة ومرجعية للدولتين:
| وجه المقارنة                                              | الإمارات العربية المتحدة | جيبوتي                    |
| --------------------------------------------------------- | ------------------------ | ------------------------- |
| المساحة (كم2)                                             | 83.60 ألف                | 23.20 ألف                 |
| عدد السكان (نسمة)                                         | 9.40 مليون               | 956.99 ألف                |
| الكثافة السكانية (ن./كم²)                                 | 112.44                   | 41.25                     |
| العاصمة                                                   | أبو ظبي                  | جيبوتي                    |
| اللغة الرسمية                                             | اللغة العربية            | لغة فرنسية، اللغة العربية |
| العملة                                                    | درهم إماراتي             | فرنك جيبوتي               |
| الناتج المحلي الإجمالي (بليون دولار)                      | 382.58 مليار             | 1.84 مليار                |
| الناتج المحلي الإجمالي (تعادل القوة الشرائية) بليون دولار | 640.72 مليار             | 3.10 مليار                |
| الناتج المحلي الإجمالي الاسمي للفرد دولار أمريكي          | 40.44 ألف                | 1.95 ألف                  |
| الناتج المحلي الإجمالي للفرد دولار أمريكي                 | 67.67 ألف                | 3.27 ألف                  |
| مؤشر التنمية البشرية                                      | 0.835                    | 0.470                     |
| رمز المكالمات الدولي                                      | +971                     | +253                      |
| رمز الإنترنت                                              | .ae، .امارات             | .dj                       |
| المنطقة الزمنية                                           | ت ع م+04:00              | ت ع م+03:00               |

## منظمات دولية مشتركة
يشترك البلدان في عضوية مجموعة من المنظمات الدولية، منها:
| علم المنظمة | اسم المنظمة                                 | تاريخ انضمام الإمارات العربية المتحدة | تاريخ انضمام جيبوتي |
| ----------- | ------------------------------------------- | ------------------------------------- | ------------------- |
|             | وكالة ضمان الاستثمار متعدد الأطراف          | 20 أكتوبر 1993                        | 12 يناير 2007       |
|             | الأمم المتحدة                               | 9 ديسمبر 1971                         | 20 سبتمبر 1977      |
|             | جامعة الدول العربية                         | 6 ديسمبر 1971                         | 4 سبتمبر 1977       |
|             | صندوق النقد العربي                          | ?                                     | ?                   |
|             | منظمة التعاون الإسلامي                      | ?                                     | ?                   |
|             | منظمة حظر الأسلحة الكيميائية                | ?                                     | ?                   |
|             | منظمة التجارة العالمية                      | ?                                     | ?                   |
|             | منظمة الشرطة الجنائية الدولية               | ?                                     | ?                   |
|             | البنك الإفريقي للتنمية                      | ?                                     | ?                   |
|             | الصندوق العربي للإنماء الاقتصادي والاجتماعي | ?                                     | ?                   |
|             | مؤسسة التنمية الدولية                       | 23 ديسمبر 1981                        | 1 أكتوبر 1980       |
|             | يونسكو                                      | 20 أبريل 1972                         | 31 أغسطس 1989       |
|             | الاتحاد البريدي العالمي                     | ?                                     | ?                   |
|             | البنك الدولي للإنشاء والتعمير               | 22 سبتمبر 1972                        | 1 أكتوبر 1980       |
|             | الاتحاد الدولي للاتصالات                    | 27 يونيو 1972                         | 22 نوفمبر 1977      |
|             | مؤسسة التمويل الدولية                       | 30 سبتمبر 1977                        | 1 أكتوبر 1980       |

## وصلات خارجية
- موقع وزارة الخارجية الإماراتية